# Samuella
A Samuella a Sámuel férfinév női párja.

## Gyakorisága
Az 1990-es években szórványos név, a 2000-es években nem szerepel a 100 leggyakoribb női név között.

## Névnapok
- augusztus 20.[2]
- augusztus 21.[2]